# Саквавістке
Саквавістке (груз. საყვავისტყე) — село в Грузії.
За даними перепису населення 2014 року в селі проживає 402 особи.